# الشهادة الهندية للتعليم الثانوي

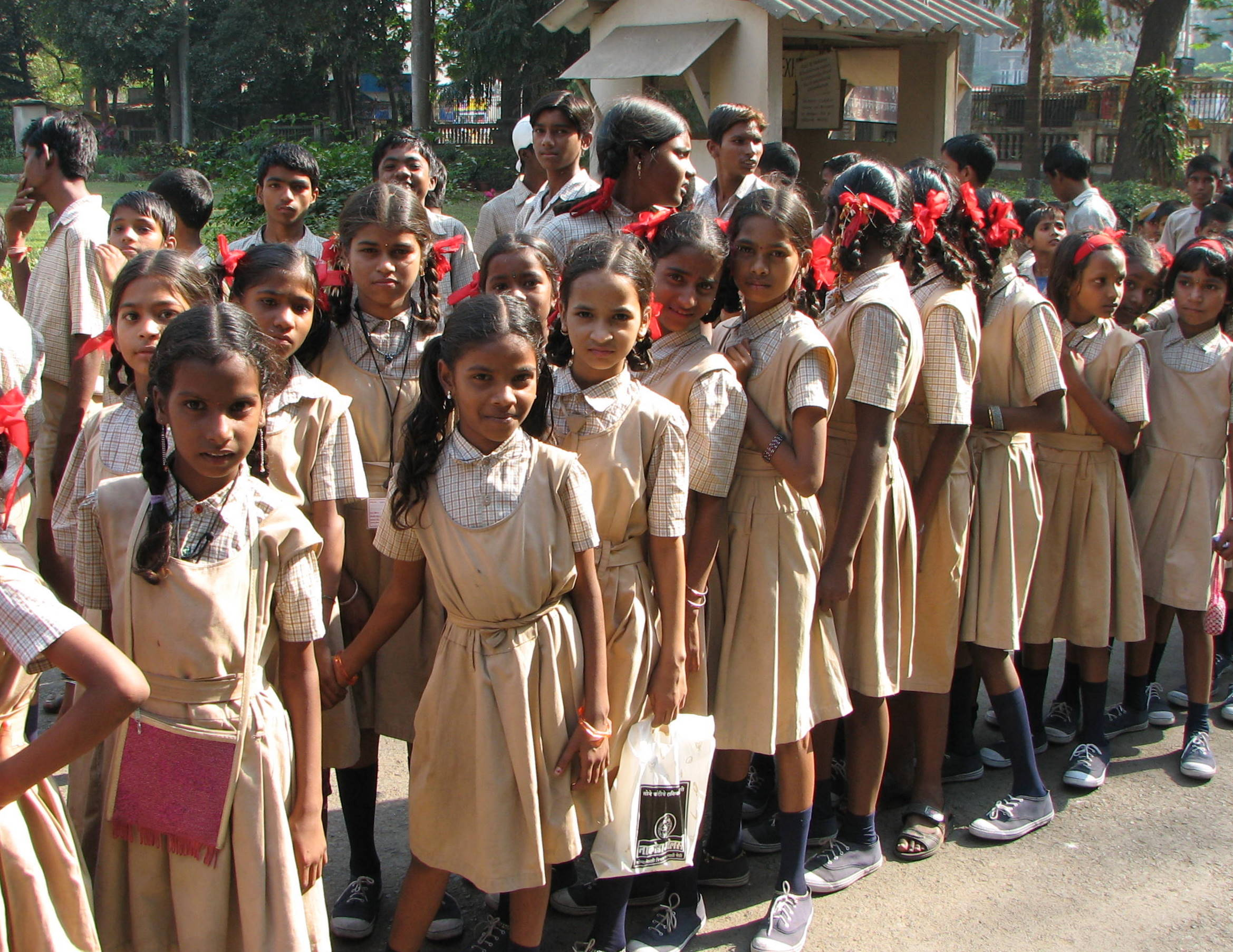

الشهادة الهندية للتعليم الثانوي (ICSE) هو نتيجة الأمتحانات العامة لجميع طلاب المرحلة العاشرة من طلبة التعليم الثانوي ويشرف مجلس المدارس الهندية على هذا النوع من الامتحانات في الهند و تشارك المدارس الأهلية و الخاصة في هذه الأمتحانات وفقا لتوصيات سياسة التعليم الجديدة 1986 (الهند).
عادة يتواجد تمثيل مناسب من الحكومات المسؤولة عن المدارس خلال أجراء هذه الأمتحانات ولا يسمح للمرشحين عن الأقاليم أو الولايات زيارة الأمتحانات.
وتنقسم موضوعات الأمتحان إلى ثلاث مجموعات: الأول يشمل مجموعة المواد الدراسية الإجبارية مثل اللغة الإنجليزية، التاريخ والتربية الوطنية، والجغرافيا، واللغة الهندية، والمجموعة الثانية التي تضم مادتين مفقط من: الرياضيات والعلوم (الفيزياء، الأحياء، الكيمياء) كمواضيع منفصلة، علوم البيئة، علوم الحاسب الآلي، العلوم الزراعية، الدراسات التجارية، الرسم الفني، والحديث اللغات الأجنبية، واللغة الكلاسيكية والاقتصاد، والمجموعة الثالثة عادة يكون ضمن تطبيقات الحاسوب، تطبيقات أقتصادية، تطبيقات تجارية، الفن، الفنون المسرحية، فن الطبخ، تصميم الأزياء، والتربية البدنية، وتطبيقات الرسم التقني، اليوغا، والتطبيقات البيئية. جميع المواد الدراسية لها مكونات التقييم الداخلي، التي تقوم بها المدارس، على أساس المهام / مشروع عمل، تطبيقية والدراسية. وهناك 20٪ للتقييم الداخلي في المجموعة الأولى والثانية و 50٪ الترجيح للمجموعة الثالثة.

## وصلات خارجية
- CISCE Homepage

‌